# Festival du film de Sundance 2001
Le Festival du film de Sundance 2001, 17e édition du festival (17th Sundance Film Festival) organisé par le Sundance Institute, s'est déroulé du 18 au 28 janvier 2001 à Park City (Utah).